# 建瓯通仙门
27°02′09″N 118°19′33″E / 27.03583°N 118.32583°E
建瓯通仙门位于中国福建省建瓯市建安街道仓长路，是建瓯现存的四座古代城门之一，2009年被列为福建省文物保护单位。
通仙门前临松溪，现存墙体为明洪武十九年（1386年）按府级规格重建，高6米，门洞高4米，宽5米，深24米。城楼供奉99位太保神像，俗称“太保楼”。